# Globalne Forum Chrześcijańskie
Globalne Forum Chrześcijańskie (ang. Global Christian Forum) – ogólnoświatowe przedsięwzięcie ekumeniczne współtworzone przez chrześcijan wszystkich wyznań. Zostało zapoczątkowane w 1998. Ma swoje lokalne odpowiedniki w wielu krajach świata. W Polsce jest nim Polskie Forum Chrześcijańskie.

## Geneza
Z inicjatywą utworzenia niezależnej od dotychczasowych struktur ekumenicznych chrześcijańskiej organizacji międzywyznaniowej wystąpił ks. dr Konrad Raiser, sekretarz generalny Światowej Rady Kościołów. W celu rozwoju tej idei powołano Komitet Kontynuacji (Continuation Committee), który w 1998 rozpoczął serię konsultacji w tej sprawie. M.in. we wrześniu 2000 i w czerwcu 2002 przeprowadzono konsultacje w Fuller Theological Seminary w Pasadenie w USA. Na spotkaniu w 2002 zebrali się przedstawiciele następujących wyznań i tradycji pobożnościowych: przedstawiciele afrykańskich Kościołów niezależnych, anglikanie, ewangelikalni, katolicy, klasyczni protestanci, prawosławni, unici, zielonoświątkowcy. Przyjęto wówczas Deklarację celów (Purpose Statement). Po konsultacjach ogólnoświatowych nastąpiły konsultacje regionalne: dla Azji (2004), Afryki (2005), Europy (2006), Ameryki Łacińskiej (2007). Pierwsze ogólnoświatowe zgromadzenie Forum miało miejsce od 6 do 9 listopada w Limuru k. Nairobi w Kenii, natomiast drugie w Manado w Indonezji w październiku 2011. Uznano, iż w działalność Forum włączyła się reprezentacja nienotowanej dotąd palety wyznań i denominacji chrześcijańskich.

## Cele
Forum zdefiniowało się jako zgromadzenie Kościołów i organizacji chrześcijańskich o zasięgu ogólnoświatowym, reprezentujących wszystkie większe nurty chrześcijaństwa światowego. Deklaruje otwartość na wszystkich chrześcijan. Ma na celu zapewnić uczestnikom zbliżenie w celu pielęgnowania chrześcijańskiej jedności poprzez krzewienie wzajemnego szacunku i zrozumienia oraz w celu wspólnego reagowania na wyzwania współczesności.

## Instytucje uczestniczące w Forum
- Armia Zbawienia
- Azjatycki Alians Ewangelikalny
- Generalna Konferencja Kościoła Adwentystów Dnia Siódmego
- Międzynarodowa Społeczność Studentów Ewangelikalnych
- Organizacja Afrykańskich Kościołów Instytucjonalnych
- Papieska Rada do spraw Popierania Jedności Chrześcijan
- Patriarchat Ekumeniczny
- Rosyjski Kościół Prawosławny
- Stowarzyszenie Ewangelikalnych Afryki
- Syryjski Kościół Ortodoksyjny
- Światowa Konferencja Mennonicka
- Światowa Rada Kościołów
- Światowa Rada Metodystyczna
- Światowa Społeczność Pentekostalna
- Światowa Wspólnota Kościołów Reformowanych
- Światowa YWCA
- Światowy Alians Baptystyczny
- Światowy Alians Ewangelikalny
- Wspólnota Anglikańska
- Zbory Boże w USA[3].

## Organizacja
Działalność Forum jest koordynowana przez Komitet Międzynarodowy (International Committee), który w 2014 składał się z 25 członków reprezentujących główne Kościoły i inne organizacje chrześcijańskie wspierające Forum. Pełnoetatowym liderem Forum jest sekretarz, ks. dr Larry Miller, duchowny mennonicki. Do pomocy ma kilkunastoosobowy sztab. Sekretariat ma siedzibę w Strasburgu we Francji.

## Związki z Polską
W Polsce powstało Polskie Forum Chrześcijańskie, którego koordynatorem jest ks. prof. Andrzej Perzyński.